# USS Idaho (BB-42)
La USS Idaho (BB-42) fu una nave da battaglia della United States Navy, appartenente alla classe New Mexico. Costruita presso i cantieri navali della Newport News Shipbuilding, la Idaho fu varata il 30 giugno 1917 da Miss Henrietta Amelia Simons, nipote del Governatore dell'Idaho Moses Alexander, e prese servizio a partire dal 24 marzo 1919 sotto il comando dell'capitano Carl Theodore Vogelgesang. Fu la terza nave a portare il nome dello stato dell'Idaho.

## Tra le due guerre

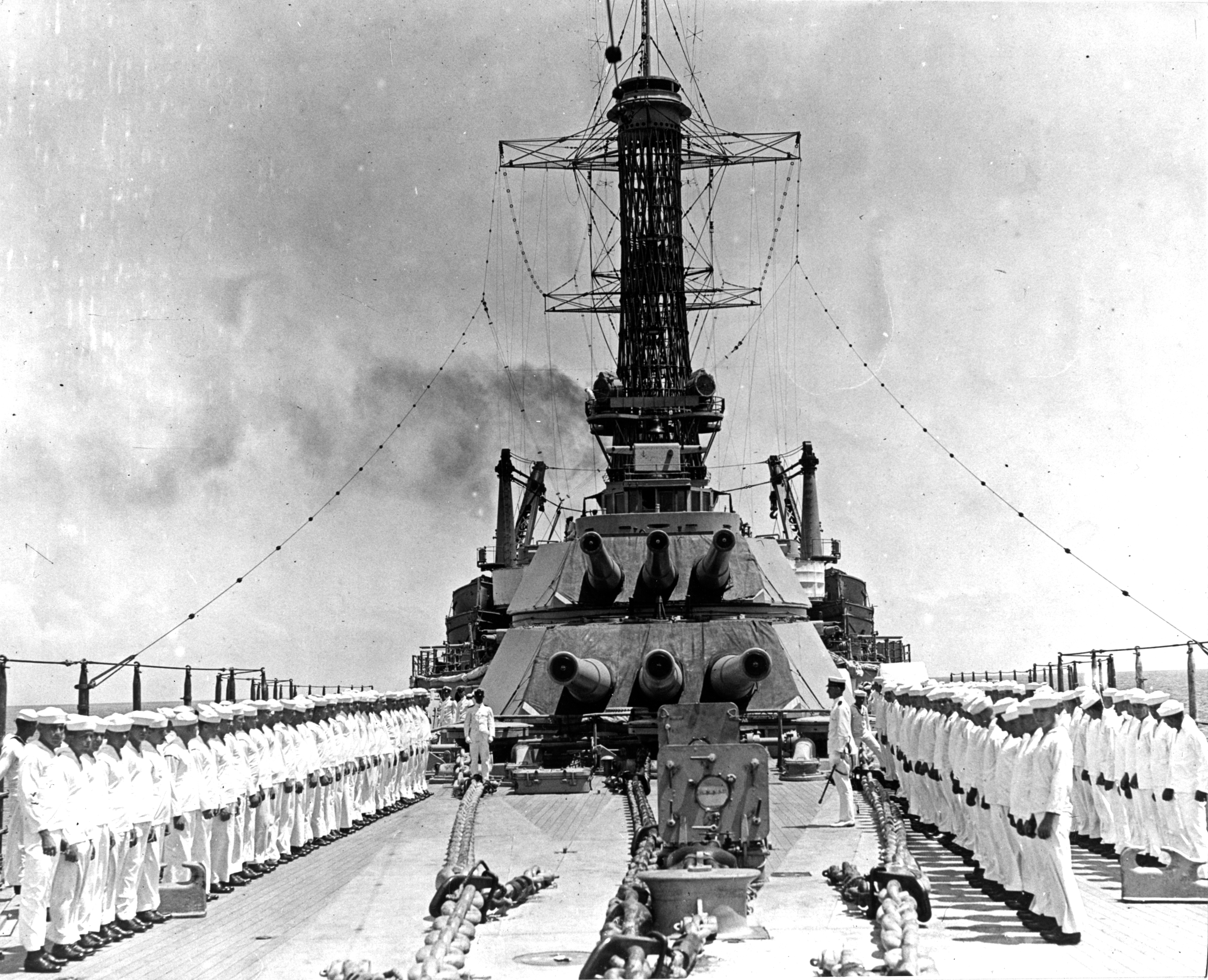
L'equipaggio della Idaho schierato sul ponte per un'ispezione, circa 1920

La Idaho salpò il 13 aprile 1919 per partecipare ad alcune esercitazioni nella Baia di Guantánamo, tornata a New York imbarcò il presidente del Brasile Epitácio Pessoa per il suo viaggio di ritorno a Rio de Janeiro. Partita il 6 luglio assieme alla scorta, la Idaho giunse a Rio il 17 luglio e da lì fece rotta verso il Canale di Panama per giungere infine a Monterey, in California, per unirsi alla Pacific Fleet.
Assieme ad altre navi da battaglia partecipò ad alcune esercitazioni e ad una Rivista Navale in onore del Presidente Woodrow Wilson in data 13 settembre. Nel 1920, la Idaho portò il Segretario alla Marina Josephus Daniels e il Segretario degli Interni in un viaggio di ispezione in Alaska.
Tornata dall'Alaska il 22 luglio, la Idaho partecipò a manovre di flotta lungo le coste della California e verso sud fino al Cile. Le esercitazioni si protrassero fino al 1925, durante questo periodo la Idaho partecipò a numerose cerimonie lungo la West Coast. Nel 1922 furono rimossi 2 dei 14 cannoni da 127 mm (5").
La Idaho prese parte alla Rivista Navale chiesta dal presidente Warren Harding a Seattle, svolta poco prima della sua morte, avvenuta nel 1923. Il 15 aprile 1925 la corazzata salpò per le Hawaii, dove prese parte a delle esercitazioni militari fino al 1º luglio, per poi fare rotta verso Samoa, Australia e Nuova Zelanda. Sulla via del ritorno, la Idaho prese a bordo il capitano John Rodgers e l'equipaggio del suo idrovolante dopo che ebbero fallito il tentativo di giungere alle Hawaii. La Idaho giunse a San Francisco, in California, il 24 settembre.
Nei sei anni successivi la Idaho operò fuori San Pedro, in California, effettuando manovre ed esercitazioni al largo della California e nel Mar dei Caraibi. Salpò da San Pedro il 7 settembre 1931 in direzione della East Coast, entrando il 30 settembre nei Norfolk Navy Yard dove subì lavori di ammodernamento.

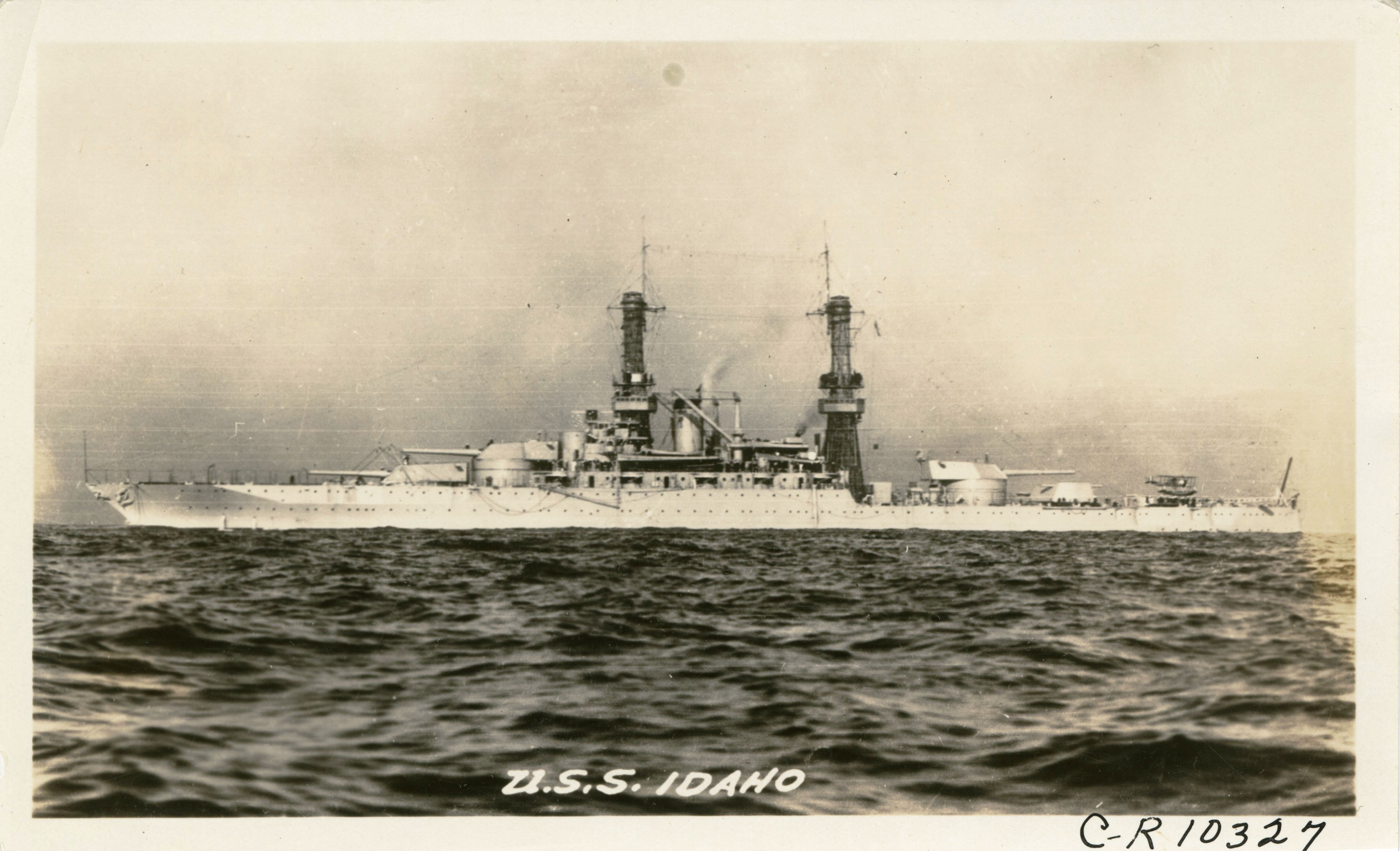
La Idaho, 19 settembre 1926

I cannoni antiaerei da 76 mm (3") furono rimossi e sostituiti da 8 cannoni da 127 mm (5"). La corazzata ricevette una corazzatura più robusta, una controcarena anti-siluro, un migliore apparato propulsivo e nuove sovrastrutture, con la scomparsa del doppio fumaiolo e l'adozione di una torre di comando. Queste modifiche allungarono la vita operativa della Idaho di molti anni. I lavori terminarono il 9 ottobre 1934 e, dopo alcuni test svolti nei Caraibi, la corazzata tornò a San Pedro il 17 aprile 1935.
Venti di guerra percorrevano il pacifico, mentre la flotta statunitense aumentava il ritmo delle sue esercitazioni. La Idaho prese parte a manovre di flotta ed esercitazioni di tiro con cadenza regolare, fino al 1º luglio 1940 quando giunse a Pearl Harbor col resto della flotta da guerra.
La Idaho salpò per Hampton Roads il 6 giugno 1941 per prendere parte alla Neutrality Patrol atlantica, parte fondamentale della politica statunitense nei primi giorni dallo scoppio della seconda guerra mondiale. A settembre la Idaho era salpata verso l'Islanda per proteggere le basi navali statunitensi più avanzata, ed era di stanza a Hvalfjörður quando i giapponesi attaccarono Pearl Harbor il 7 dicembre, catapultando gli Stati Uniti in guerra.

## Seconda guerra mondiale

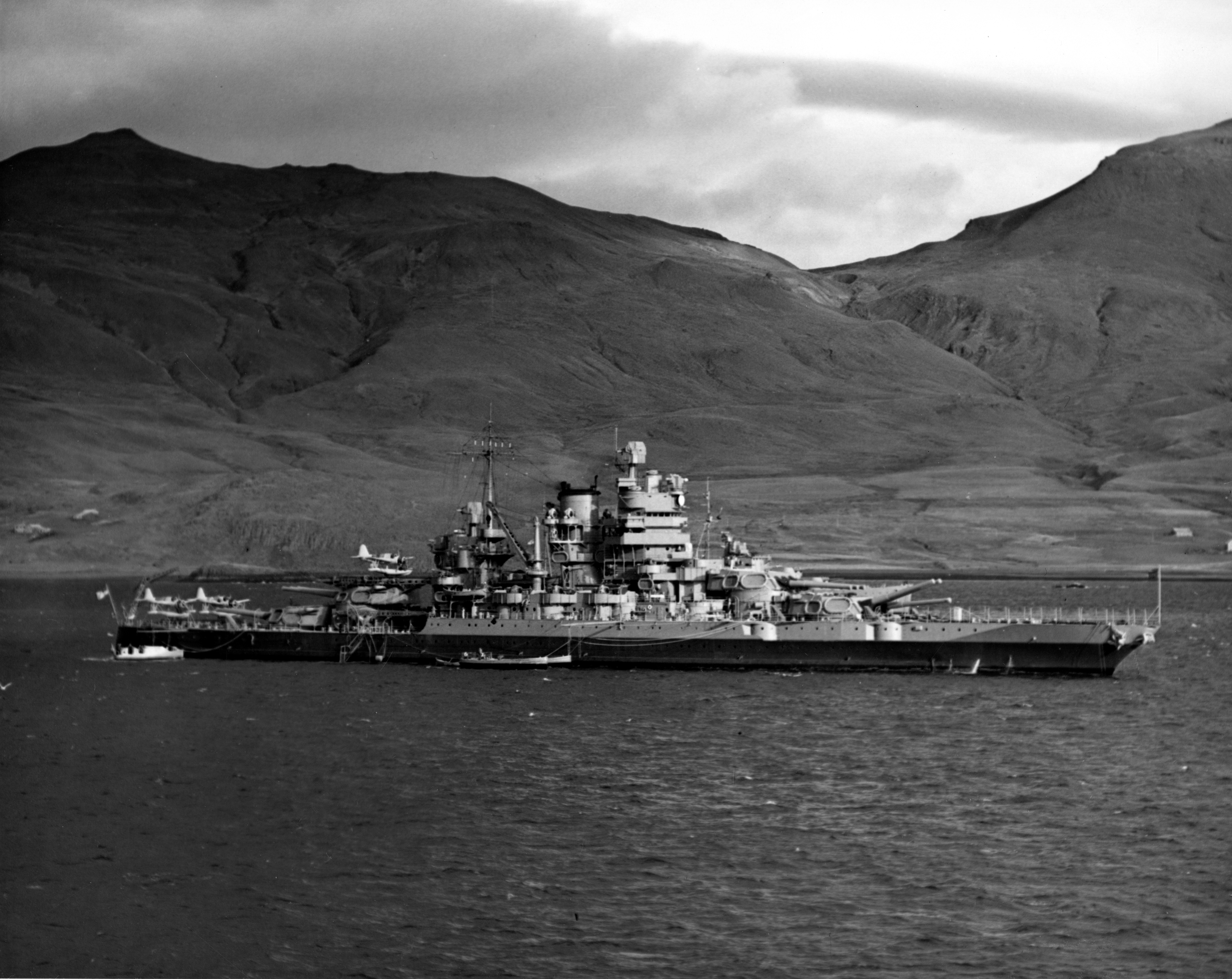
La Idaho, ottobre 1941

La Idaho e la gemella Mississippi lasciarono l'Islanda due giorni dopo l'attacco a Pearl Harbor, per andare ad unirsi alla Pacific Fleet. Arrivarono a San Francisco il 31 gennaio 1942. La Idaho condusse esercitazioni nelle acque della California e fuori Pearl Harbor fino all'ottobre del 1942, quando entrò Puget Sound Navy Yard per essere riarmata. La batteria secondaria da 127 mm (5") fu rimossa per fare spazio alle mitragliere contraeree. Al termine del lavoro, la Idaho effettuò nuove esercitazioni, per poi partire il 7 aprile 1943 per prendere pare alla campagna delle isole Aleutine. Fu la nave ammiraglia della flotta assegnata al bombardamento ed alla pattuglia delle coste di Attu. L'11 maggio la Idaho, assieme alle corazzate Nevada e Pennsylvania, fornì supporto di fuoco ai marines che sbarcarono sull'isola, dando il via alla battaglia di Attu.
Nei mesi che seguirono la Idaho partecipò ai bombardamenti contro Kiska, che si conclusero con lo sbarco statunitense del 15 agosto. Si scoprì che le truppe giapponesi avevo già abbandonato l'isola, perdendo il loro ultimo punto di appoggio nelle isole Aleutine.
La Idaho tornò a San Francisco il 7 settembre, in preparazione all'invasione delle Isole Gilbert. Trasferita a Pearl Harbor, salpò assieme al resto della flotta d'assalto il 10 novembre, giungendo al largo dell'Atollo di Makin il 20 novembre. Durante l'invasione, fornì supporto di fuoco alle truppe di terra impegnate nella battaglia di Makin e contribuì alla difesa contraerea. La Idaho rimase nelle Isole Gilbert fino al 5 dicembre, quando fece nuovamente rotta verso Pearl Harbor. L'obbiettivo successivo divennero le Isole Marshall, dove la Idaho arrivò il 31 gennaio 1944 per iniziare i bombardamenti contro le difese costiere di Kwajalein. Durante tutta la battaglia di Kwajalein continuò a scaricare tonnellate di proiettili contro le postazioni giapponesi, fino al 5 febbraio quando la vittoria divenne ormai certa. Dopo essersi rifornita a Majuro, bombardò altre isole dell'arcipelago, per poi trasferirsi a Kavieng, in Nuova Irlanda, per un bombardamento diversivo che ebbe luogo il 20 marzo. La Idaho tornò nelle Nuove Ebridi il 25 marzo e, dopo un breve periodo di stanza in Australia, l'8 giugno giunse a Kwajalein con un gruppo di portaerei di scorta. Da lì, le navi salparono in direzione delle Isole Marianne, dove il 14 giugno la Idaho iniziò un bombardamento in preparazione dell'invasione di Saipan. Il 15 giugno, mentre era in corso lo sbarco, la corazzata si trasferì a Guam per ricevere istruzioni. Poiché nella battaglia del Mare delle Filippine, combattuta il 19-21 giugno, la flotta americana aveva quasi azzerato la forza aerea della marina giapponese, la Idaho rimase a proteggere la preziosa area di trasporto ed i convogli di rifornimento. Dopo essere stata di stanza ad Enewetak dal 28 giugno al 9 luglio, il 12 luglio la Idaho iniziò i bombardamenti contro Guam, continuando fino all'invasione dell'isola, che ebbe inizio 8 giorni dopo. Mentre le truppe di terra erano impegnate nella battaglia di Guam, la Idaho fornì supporto in mare aperto fin al 2 agosto, quando tornò ad Enewetak.

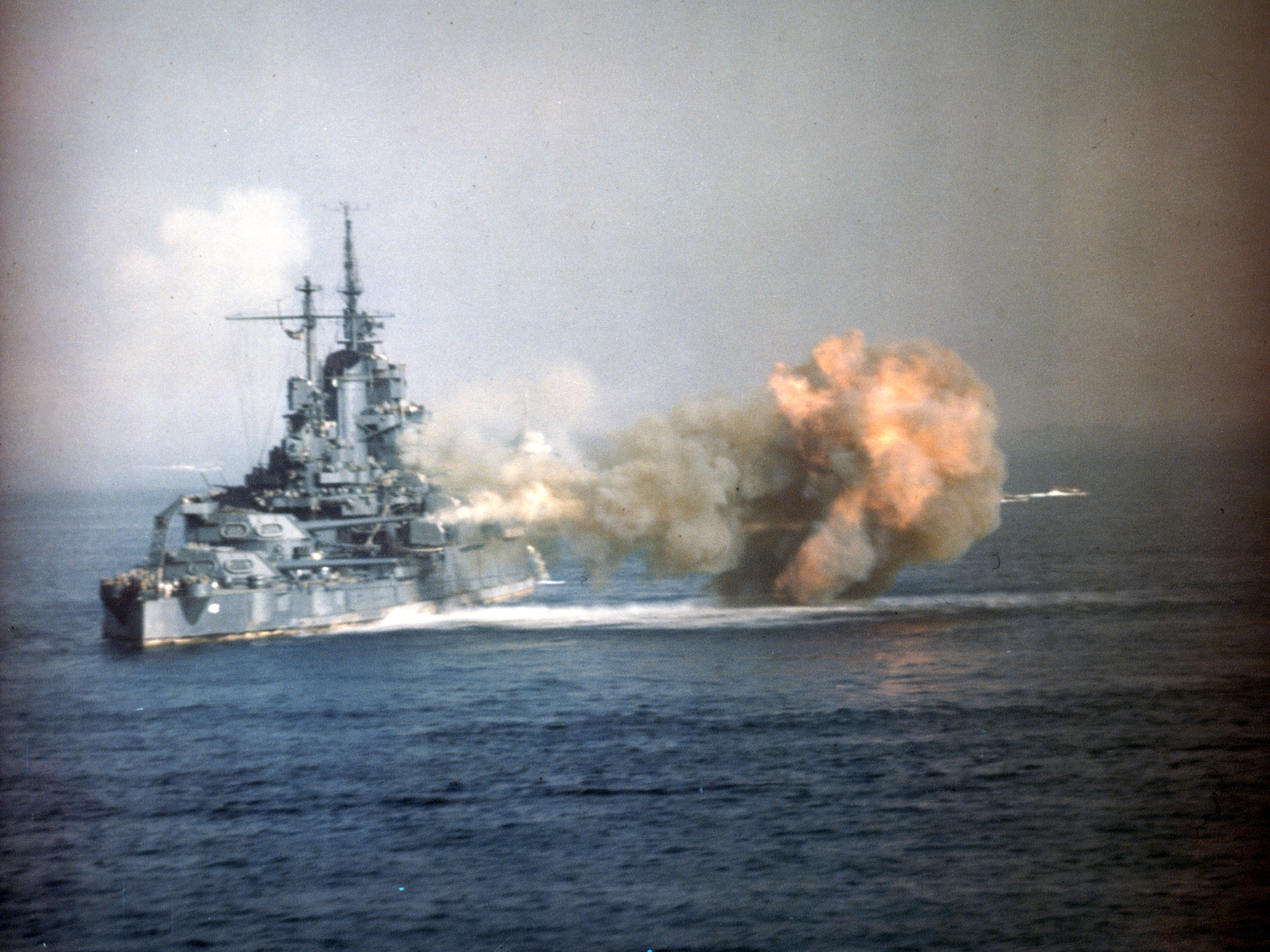
La Idaho durante i bombardamenti contro Okinawa, 1º aprile 1945

La corazzata raggiunse Espiritu Santo, dove il 15 agosto entrò in un bacino di carenaggio per delle riparazioni alle protezioni anti-siluro. Dopo le prove di sbarco su Guadalcanal svolte ad inizio settembre, il 12 settembre la Idaho si spostò a Peleliu ed iniziò a bombardare l'isola, vista come possibile come base per la successiva invasione delle Filippine. Nonostante il furioso bombardamento, le fortificazioni giapponesi opposero una strenua resistenza alle forze di terra durante la battaglia di Peleliu, e la corazzata fu costretta ha fornire supporto di fuoco ai marines fino al 24 settembre. Lasciata l'isola, la Idaho proseguì per Manus, per poi arrivare a Bremerton, Washington, dove il 22 ottobre fu sottoposta ad alcune riparazioni. Il cannoni da 127 mm (5")/25 furono sostituiti da 10 cannoni da 127 mm(5")/38, montati in torrette singole. Al termine dei lavori la corazzata effettuò alcune esercitazioni al largo della California. L'artiglieria pesante della Idaho fu necessaria nei successivi sbarchi anfibi, che avrebbero dovuto aprire la strada per il Giappone. Partì da San Diego il 20 gennaio 1945 per unirsi ad un gruppo di corazzate stanziate a Pearl Harbor. Dopo alcune prove, il 14 febbraio le navi fecero rotte in direzione delle Isole Marianne, destinazione Iwo Jima. I marines sbarcarono il 19 febbraio, dando il via alla battaglia di Iwo Jima, durante la quale la Idaho fu chiamata nuovamente a fornire supporto, bombardando le postazioni nemiche e sparando bengala per illuminare il campo di battaglia nelle ore notturne. Rimase ad Iwo Jima fino al 7 marzo, quando fece rotta in direzione Ulithi e verso l'ultima delle grandi battaglia terrestri del Pacifico, Okinawa.
La Idaho salpò il 21 marzo come parte del Gunfire and Covering Group del retroammiraglio Morton Deyo e nave ammiraglia della Bombardment Unit 4. Arrivò al largo di Okinawa il 25 marzo, cominciando subito a bombardare batterie di difesa ed installazioni nemiche lungo la costa. Gli sbarchi iniziarono il 1º aprile, con la marina giapponese che tentò un ultimo, disperato tentativo di respingere la flotta con un attacco kamikaze, durante il quale le difese antiaeree della Idaho riuscirono ad abbattere numerosi velivoli. Il 12 aprile, durante un massiccio attacco, i suoi cannoni riuscirono ad abbattere 5 kamikaze, prima che uno di questi si schiantasse sufficientemente vicino da danneggiarne lo scafo. La Idaho fu sottoposta ad alcune riparazioni temporanee, per poi partire il 20 aprile verso Guam, dove arrivò cinque giorni dopo.
La Idaho completò le riparazioni e tornò ad Okinawa il 22 maggio, dove riprese a fornire supporto di fuoco ai marines impegnati nella battaglia di Okinawa. Partì il 20 giugno per effettuare alcune esercitazioni nel Golfo di Leyte, dove rimase fino al 15 agosto, data della resa del Giappone.
La Idaho fece il suo ingresso trionfale nella baia di Tokyo con le truppe di occupazione il 27 agosto, e lì era ancorata quando il 2 settembre Mamoru Shigemitsu firmò l'atto di resa giapponese a bordo della Missouri. Quattro giorni più tardi la Idaho iniziò il lungo viaggio verso la East Coast, passando attraverso il Canale di Panama per arrivare a Norfolk il 16 ottobre. Fu radiata il 3 luglio 1946 e posta in riserva fino al 24 novembre 1947, quando fu venduta alla Lipsett Incorporated di New York per essere demolita.

## Onorificenze
La Idaho ricevette sette Battle star per il servizio reso nella seconda guerra mondiale.